# Jean-Yves Saunier
Pour les articles homonymes, voir Saunier (homonymie).
Jean-Yves Saunier, né le 8 septembre 1941 à Vieillevigne (Loire-Inférieure) et mort le 9 décembre 2023 à Nantes (Loire-Atlantique), est un prêtre catholique français du diocèse de Nantes. Il est notamment aumônier national des Guides de France aînées et aumônier national de la Fédération sportive et culturelle de France (FSCF).

## Biographie
Jean-Yves Saunier entre en 1952 au petit séminaire de Legé à l'âge de 11 ans ; il rejoint en 1955 celui des Couets à Bouguenais où il poursuit ses études de la 3e à la terminale. En 1960, le grand séminaire de Nantes l'accueille pour six ans avec une coupure d'un an pour son service militaire effectué à la Lande d'Ouée.
Depuis 2023, il réside à la maison de retraite « Maison du Bon Pasteur », située à deux pas de la basilique Saint-Donatien-et-Saint-Rogatien, à Nantes, un établissement d'hébergement pour personnes âgées dépendantes (EHPAD), destiné en priorité aux prêtres et diacres.
Il meurt le 9 décembre 2023 à Nantes. Ses obsèques sont célébrées le 14 décembre 2023 en l'église Saint Pierre de Carquefou, suivie de l'inhumation au cimetière de Vieillevigne.

### Ministère paroissial
Ordonné prêtre le 29 juin 1966, il est d'abord nommé vicaire à la paroisse Notre-Dame-de-Toutes-Joies de Nantes où il reste trois ans. Pendant les dix années suivantes (1969-1979), il se consacre essentiellement à des activités d'aumônerie. À partir de 1979, il est affecté à la paroisse de Sainte-Thérèse de Nantes pendant dix-sept ans. De 1996 à 2005, il est prêtre coopérateur à Carquefou et ensuite vicaire en paroisse à Sautron,,.

### Aumôneries
De 1969 à 1976, il est aumônier du lycée Jules-Verne et d'une troupe scoute. En 1976, il est nommé adjoint de Michel Viot comme aumônier des Scouts et Guides de France pour le diocèse de Nantes avant de devenir lui-même aumônier diocésain en titre deux ans plus tard. Il accompagne alors quelques années l'équipe nationale de la branche aînée (Jeunes en marche) des Guides de France. À la suite de sa nomination à Sainte-Thérèse, il se retrouve aumônier de deux associations affiliées à la FSCF : le patronage paroissial la Laetitia et Vie et Joie.
Après avoir quitté l'aumônerie nationale de la FSCF, Jean-Yves Saunier se voit confier celle du mouvement Partage et Rencontre.

## Le sport

### Le football
Jean-Yves Saunier entretient avec le sport un rapport privilégié. Pour venir en aide à son club de football, l'Espoir de Vieillevigne, il passe l'examen d'arbitre. L'aventure dure 16 saisons et il termine arbitre de Ligue, acceptant des responsabilités administratives au sein du district de Loire-Atlantique de la Fédération française de football (FFF). Membre de la commission des arbitres, il en est même président de l'amicale durant quelques années. Il assure aussi la présidence de la commission information : « À ce titre, j'ai fait, notamment, la promotion du Minitel dans les clubs ».

### LaFSCF
De 1991 à 1997, Jean-Yves Saunier est aumônier diocésain du comité départemental FSCF de Loire-Atlantique ainsi que du Mouvement eucharistique des jeunes (MEJ). C'est à la suite des animations de célébration lors des rencontres fédérales en Loire-Atlantique qu'il devient aumônier diocésain de la FSCF et s’implique dans la préparation de la célébration eucharistique du congrès fédéral de Nantes en 1997. En 1999 Mgr Soubrier, évêque de Nantes, le libère à mi-temps pour succéder, à l'aumônerie nationale de la FSCF, à Bernard Lemoine avec lequel il a déjà contribué à un groupe de réflexion du Grand Ouest sur l'évangélisation. Le renouvellement de ce détachement en 2002 puis en 2005 porte ce mandat à dix années : 1999-2009. On lui doit des travaux de réflexion et d'opérations en liaison avec l'Union générale sportive de l'enseignement libre (UGSEL) et la Fédération internationale catholique d'éducation physique et sportive (FICEP).

### Philosophie
Sur le plan de la prophylaxie et de l'hygiène de vie, Jean-Yves Saunier postule qu'« il ne faudrait pas oublier l'influence du loisir sur l'état de la santé ». Pour lui, « le sport et les autres activités physiques constituent des remèdes indispensables aux nuisances multiples du mode de vie actuel ». Il évoque en ce sens les inconvénients découlant de « la sédentarisation, les activités sensorielles réduites, la pollution atmosphérique, l'alimentation trop riche, la consommation d'excitants et de tranquillisants ». Inversement, Saunier pense que promouvoir la santé par le sport est susceptible de constituer « un élément non négligeable pour résoudre les problèmes que pose celle-ci à la collectivité nationale »,. Quant à sa conception spirituelle du sport, elle s'exprime au travers d'une interview accordée en 2004 à la revue Croire.
Selon lui, « l'esprit sportif est en conformité avec l'Évangile. Il ne faut pas confondre les manifestations religieuses de certains sportifs avec la foi chrétienne. On en est parfois très loin ! Ce qui est chrétien n'est pas forcément ce qui se voit le plus ». Son approche ecclésiastique s'ouvre également à une vision teintée d'œcuménisme : « Qu'il soit protestant, catholique, musulman ou juif, la concentration, le retour sur soi, le fait d'ordonner son corps autour du souffle, le goût du risque... tous ces éléments peuvent être porteurs d'expérience spirituelle (pour l'athlète), pas encore forcément de la foi chrétienne. ». Il valorise d'autant l'ascèse et l'exhaustion de valeurs éthiques pluridisciplinaires que « le fait de développer des qualités humaines peut rapprocher du Dieu qui s'est fait homme ».
Dans le même ordre d’idées, il confie au journal La Croix combien « la pratique sportive peut devenir un terrain de mise en œuvre des valeurs évangéliques » car, selon lui, « elle n'est pas une distraction qui fait une concurrence déloyale à la mission de l'Église, mais elle fournit au contraire un champ favorable pour l'évangélisation ». Le même quotidien fait appel à lui en matière d'analyse du phénomène sportif.
« Amoureux du ballon rond », Jean-Yves le Saunier aime à penser que la pratique d'un tel sport d'équipe, « sous le regard de Dieu, peut devenir signe de communion et de fraternité ». Son modus vivendi s'exprime dans une forme d'exhortation spontanée au salut lors d'un certain jour de l'Assomption en 2013 au cours du traditionnel pèlerinage de la chapelle de Sautron, là où Jean-Yves Saunier exerce son ministère ecclésial. Le quotidien Presse-Océan se fait l'écho de son appel dans ses colonnes du 16 aout lorsqu'il exhorte à cette occasion ses ouailles « à marcher dans la confiance, à avoir envie de vivre, de bien vivre et de vivre mieux. »

## Études et recherches
En 1995-1996, Jean-Yves Saunier met à profit une année sabbatique pour rédiger et soutenir un mémoire à l'Université catholique de l'Ouest (UCO) sous la direction de Louis-Michel Renier : Les loisirs sportifs, concurrence pour l'Église ou champ d'évangélisation,,.
En 2010, il contribue largement à l'ouvrage de Guy Avanzini et François Hochepied sur Les cultures du corps et les pédagogies chrétiennes XIXe-XXe dont il rédige le chapitre terminal à la fin de son mandat national à la FSCF.